# Marcos Luna
Marcos Luna Ruiz (Zaragoza, 5 de abril de 2003) es un futbolista español que juega como lateral derecho en la U. D. Almería, equipo que milita en la Segunda División de España.

## Trayectoria
Nacido en Zaragoza, se forma en la cantera del Real Zaragoza, debutando con el filial el 6 de enero de 2022 al partir como titular en una derrota por 2-0 frente al CD Giner Torrero en la Tercera Federación. Logra debutar con el primer equipo el siguiente 15 de octubre, entrando como suplente en los minutos finales de una victoria por 2-1 frente al Villarreal CF "B" en la Segunda División. Poco después, el 9 de noviembre, renueva su contrato con el Real Zaragoza hasta 2026.
En enero de 2024, es cedido al Real Unión Club de Irún de Primera Federaciónhasta final de temporada. Finalizada su cesión, vuelve al Real Zaragoza donde, en la temporada 2024-2025 jugará 28 partidos anotando 2 goles.  
El 10 de julio de 2025, se anuncia su traspaso a la U.D. Almería para las siguientes cinco temporadas.  

## Clubes
| Club                     | País   | Año       |
| ------------------------ | ------ | --------- |
| Deportivo Aragón         | España | 2022-2023 |
| Real Zaragoza            | España | 2022-2025 |
| Real Unión Irún (cedido) | España | 2024      |
| U. D. Almería            | España | 2025-     |